# Chiropteris
Chiropteris — це вимерлий рід рослин, який існував від ранньої пермі (сакмарський етап) до пізньої юри (?Оксфордський етап, можливо, пізніше).
Невідомо, чи належить він до Matoniaceae чи Dipteridaceae.

## Опис
Рід Chiropteris був названий на основі фрагментарних і цілих скам'янілостей рослин. Він складався з короткої листкової ніжки довжиною 25 см і круглого листка діаметром 16 см.

## Місцезнаходження
У Бразилії викопні залишки роду Chiropteris були знайдені на оголенні в муніципалітетах Сан-Жеронімо та Маріана-Піментел. Вони знаходяться в геопарку Палеоррота у формації Ріо-Боніто і датуються сакмарським періодом у пермі.